# ATM-Baureihe 1500
Die ATM-Baureihe 1500 ist ein ursprünglich 502 Wagen mit den Betriebsnummern 1501ff. umfassender Triebwagen-Typ der Mailänder Verkehrsgesellschaft Azienda Trasporti Milanesi (ATM), die auch die Straßenbahn Mailand betreibt. Alternative Bezeichnungen lauten – abgeleitet vom ersten Baujahr der Serienwagen – tipo 1928 bzw. Ventotto (italienisch für achtundzwanzig), Carrelli (Drehgestellwagen) oder nach dem Konstrukteur dieses Wagentyps Peter Witt. Die vierachsigen, viermotorigen und hochflurigen Großraumwagen in Einrichtungsbauweise verfügen über einen Stahlaufbau sowie eine Druckluftbremse. Die beiden Prototypen mit den Nummern 1501 und 1502 entstanden in den Jahren 1927/1928, die 500 Serienwagen mit den Nummern 1503–2002 in den Jahren 1928–1930. 2014 befanden sich noch 126 von ihnen in Betrieb, sie sind – noch vor den Lissabonner Remodelados – die ältesten planmäßig eingesetzten Straßenbahnwagen in Europa. Aufgrund ihres relativ geringen Fassungsvermögens fahren sie nur noch auf den weniger frequentierten Linien 1, 5, 10, 19 und 33.

## Geschichte
Die Ventotto-Baureihe basiert auf den ab 1914 gebauten Peter-Witt-Wagen aus den Vereinigten Staaten. An der Produktion der 502 Wagen für Mailand waren insgesamt sechs Unternehmen beteiligt:
| Società Italiana Carminati & Toselli       | 112 Wagen | Nummern 1501–1612 |
| Società Italiana Ernesto Breda             | 110 Wagen | Nummern 1613–1722 |
| Officine Meccaniche di Reggio Emilia       | 050 Wagen | Nummern 1723–1772 |
| Officine Meccaniche (OM)                   | 110 Wagen | Nummern 1773–1882 |
| Officine Elettroferroviarie Tallero (OEFT) | 110 Wagen | Nummern 1883–1992 |
| Officine Meccaniche Lodigiane (OML)        | 010 Wagen | Nummern 1993–2002 |

Die Drehgestelle lieferte FIAT zu, die elektrischen Ausrüstungen stammten von der Compagnia Generale di Elettricità (CGE) bzw. der Tecnomasio Italiano Brown Boveri (TIBB). Gleichartige Fahrzeuge kamen früher außerdem in Genua, Neapel, Padua, Triest und Turin zum Einsatz, ein weiterer gelangte in die spanische Hauptstadt Madrid. In Frankfurt verkehrte um 1930 probeweise ein Wagen aus Mailand auf der Linie 23 zwischen Heddernheim and Schauspielhaus, die Stadt entschied sich jedoch gegen eine Anschaffung.
Die Peter-Witt-Wagen waren ursprünglich für Fahrgastfluss mit Sitzschaffner eingerichtet.
Elf in Mailand nicht mehr benötigte Wagen gab die ATM 1984 (einen) und 1998 (zehn) an die F Market & Wharves-Linie in San Francisco ab, auf der sie als touristische Straßenbahnwagen verkehrten.
Die Wagen 1973 und 1796 wurden 1984 probehalber zu einem partiell niederflurigen sechsachsigen Gelenkwagen mit der neuen Nummer 4500 zusammengefügt. Dieser Wagen war auf der Linie 14 im Einsatz, bewährte sich aber nicht. Zwei andere umgebaute Wagen verkehren seit 2006 unter der Bezeichnung ATMosfera als rollende Restaurants in Mailand.
Obwohl die Ventottos immer mehr durch modernere Wagen zurückgedrängt wurden, fassten die Mailänder Stadtväter und der Verkehrsbetrieb ATM im Jahr 2007 den Entschluss, die mittlerweile zu einem Wahrzeichen der Stadt avancierten Wagen auf längere Sicht einzusetzen. Daraufhin begann die Hauptwerkstätte Teodosio 2010 mit umfangreichen Ausbesserungen an den verbliebenen Vierachsern. Besonderes Augenmerk wurde dabei auf die Verwendung von originalgetreuen Teilen gelegt, etwa bei den neu eingebauten Holzsitzbänken sowie den aus Glas hergestellten Lampenschirmen im Innenraum. Die Wagen erhielten im Zuge der Modernisierung ferner einen Apparateschrank an der Fahrerplatz-Rückwand, gemeinsam mit den installierten Plexiglas-Elementen ergibt sich ein nahezu komplett vom Fahrgastraum abgetrennter Führerstand. Außerdem bekamen alle für den Liniendienst vorgesehenen Wagen einen beige/gelben Neulack, der die orangefarbene Einheitslackierung der städtischen Verkehrsmittel Italiens aus den 1970er Jahren ersetzte. Seit 2013 sind auch stets bis zu einem Dutzend Wagen mit Ganzreklamen beklebt.

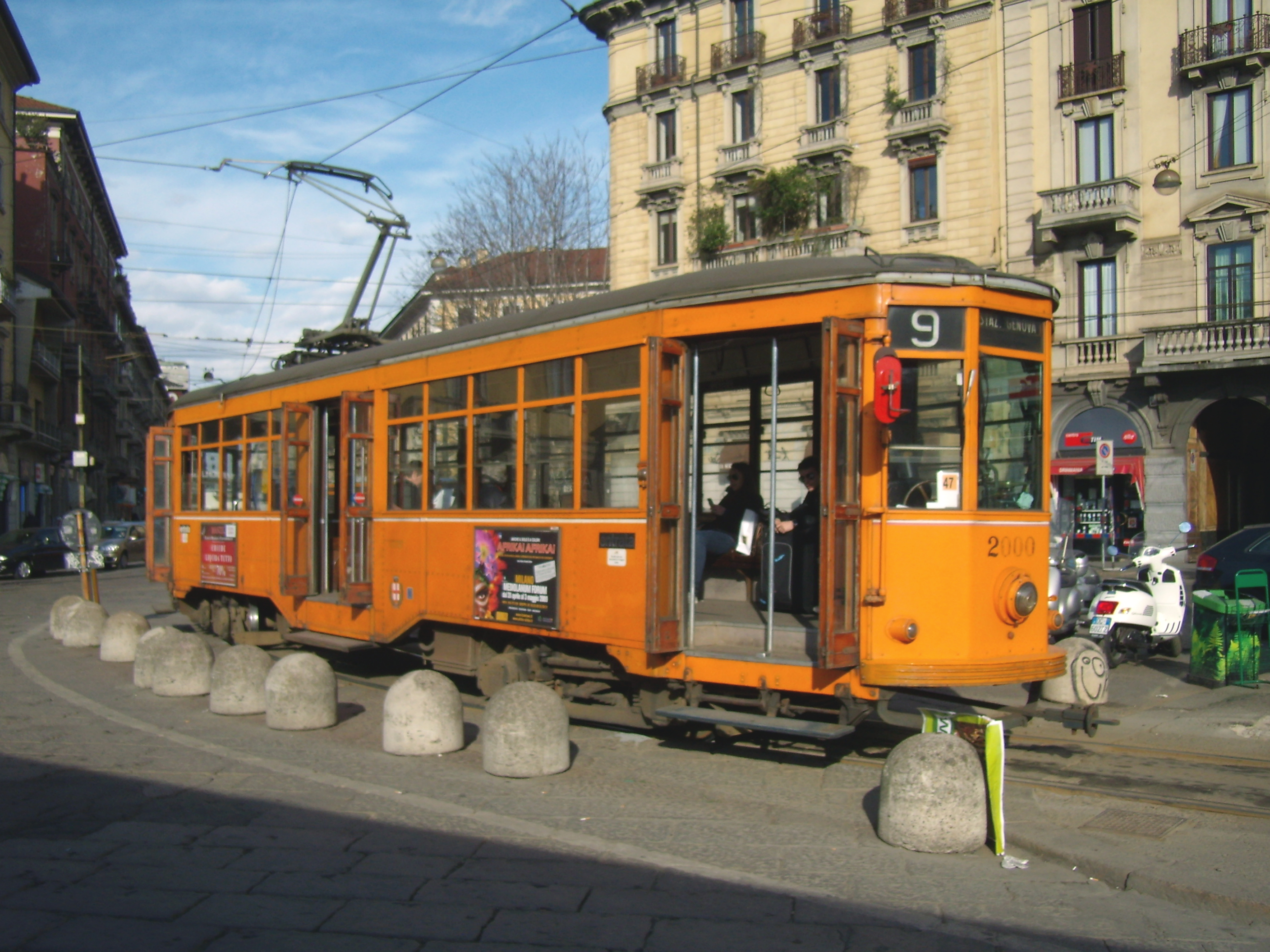
Der drittjüngste Wagen 2000 war 2009 noch im in den 1970er Jahren eingeführten orangen Anstrich im Einsatz
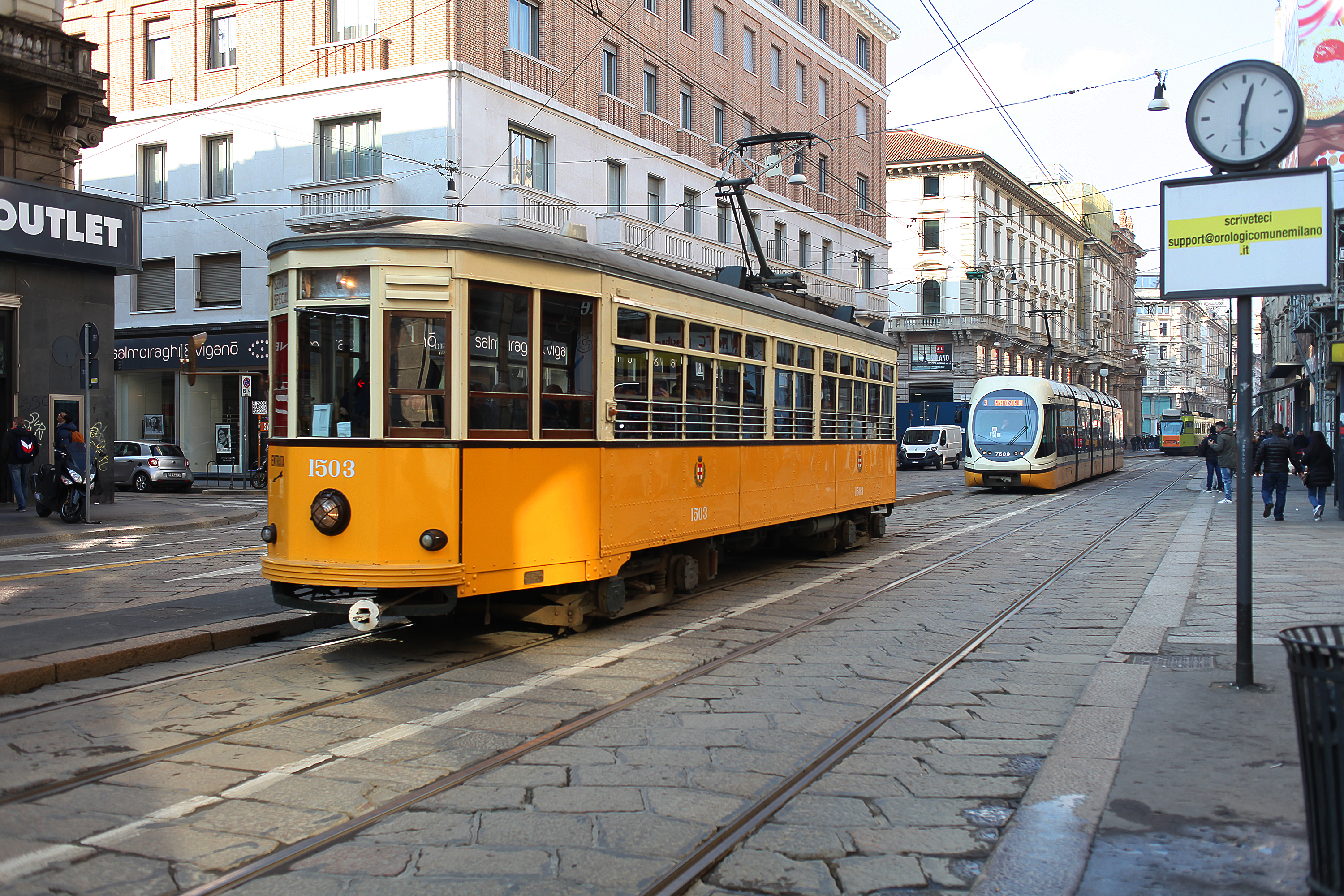
Türlose Seite
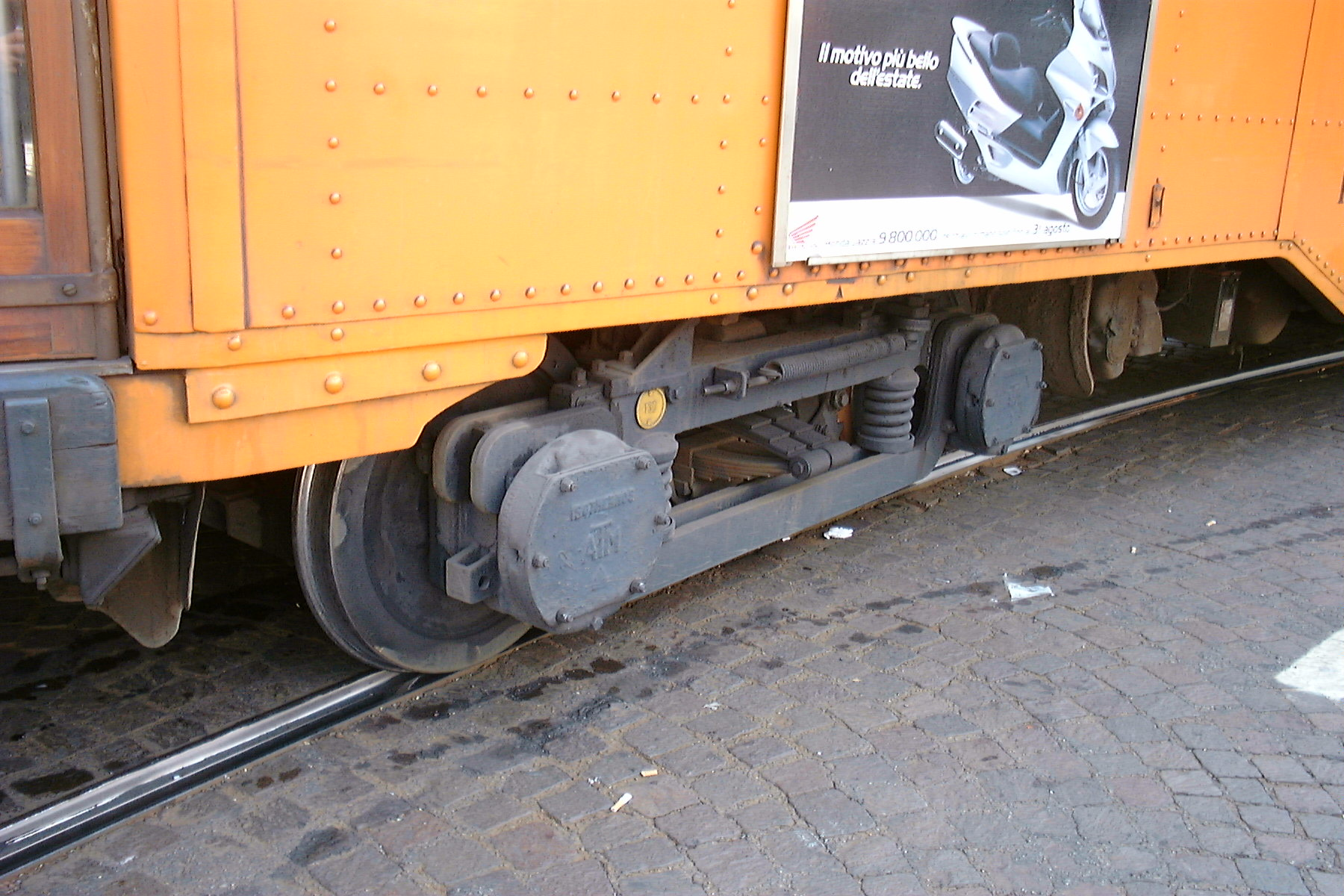
Detailansicht des Schwanenhals-Drehgestells
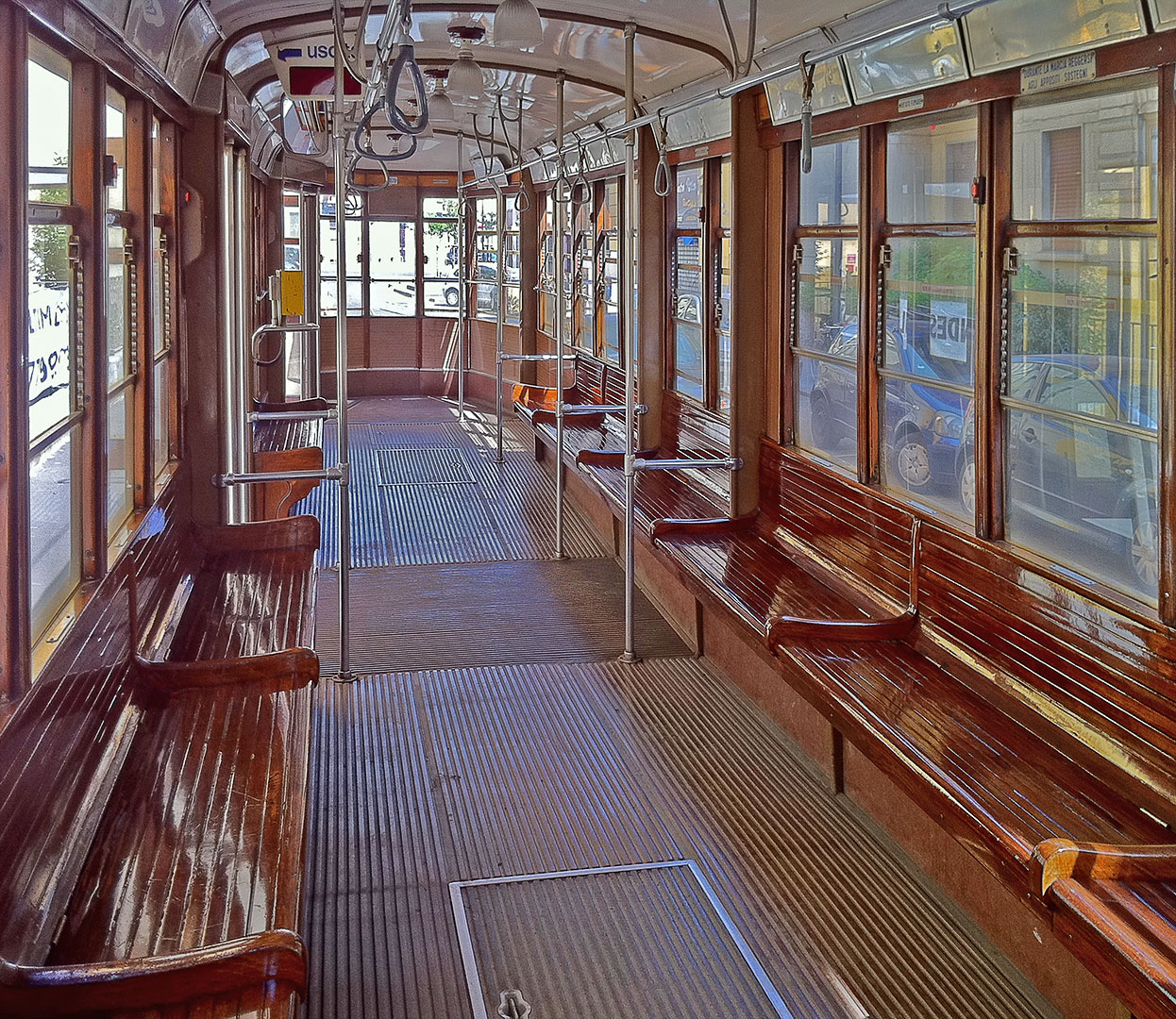
Inneneinrichtung mit Längssitzbänken
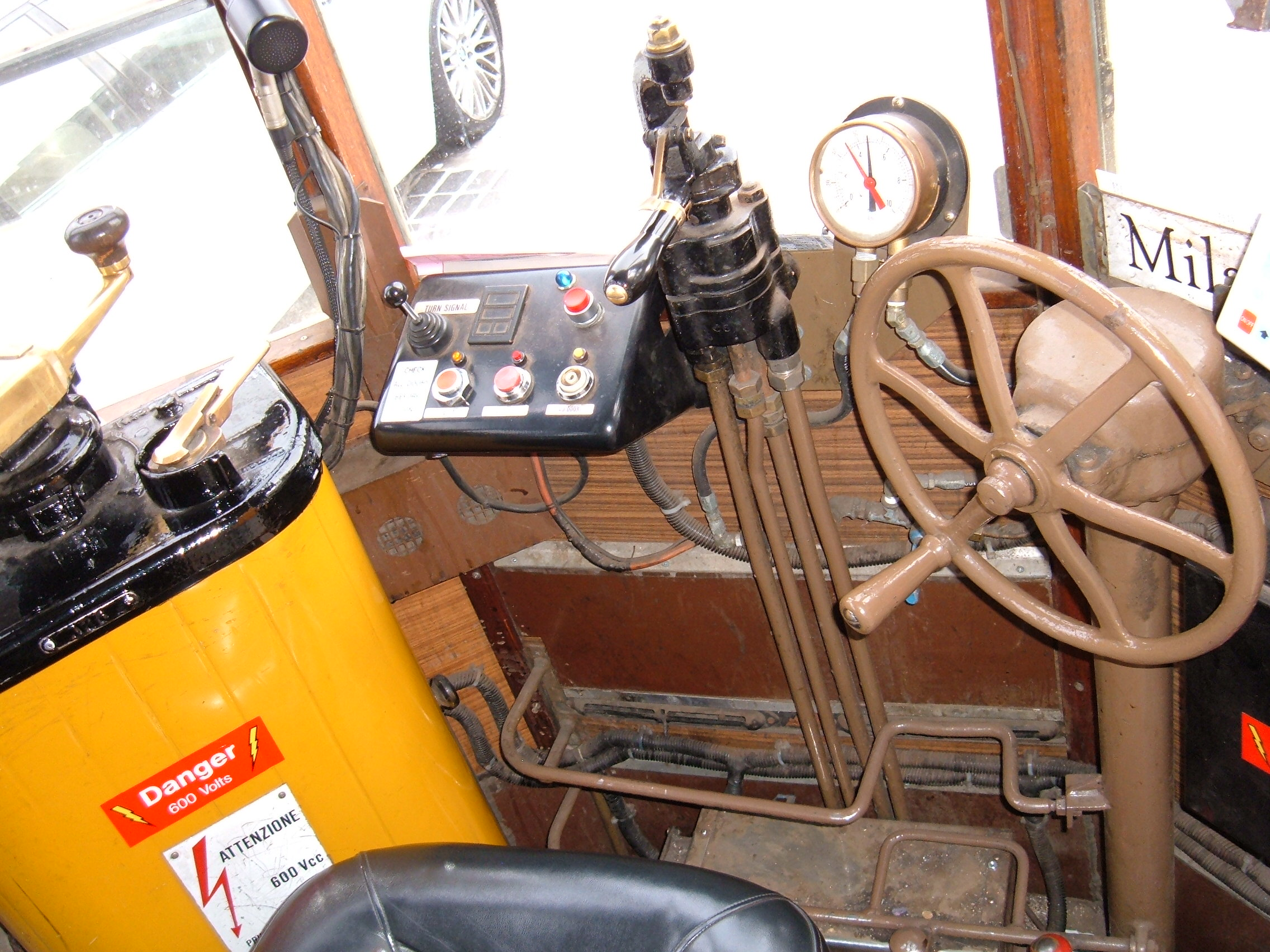
Führerstand
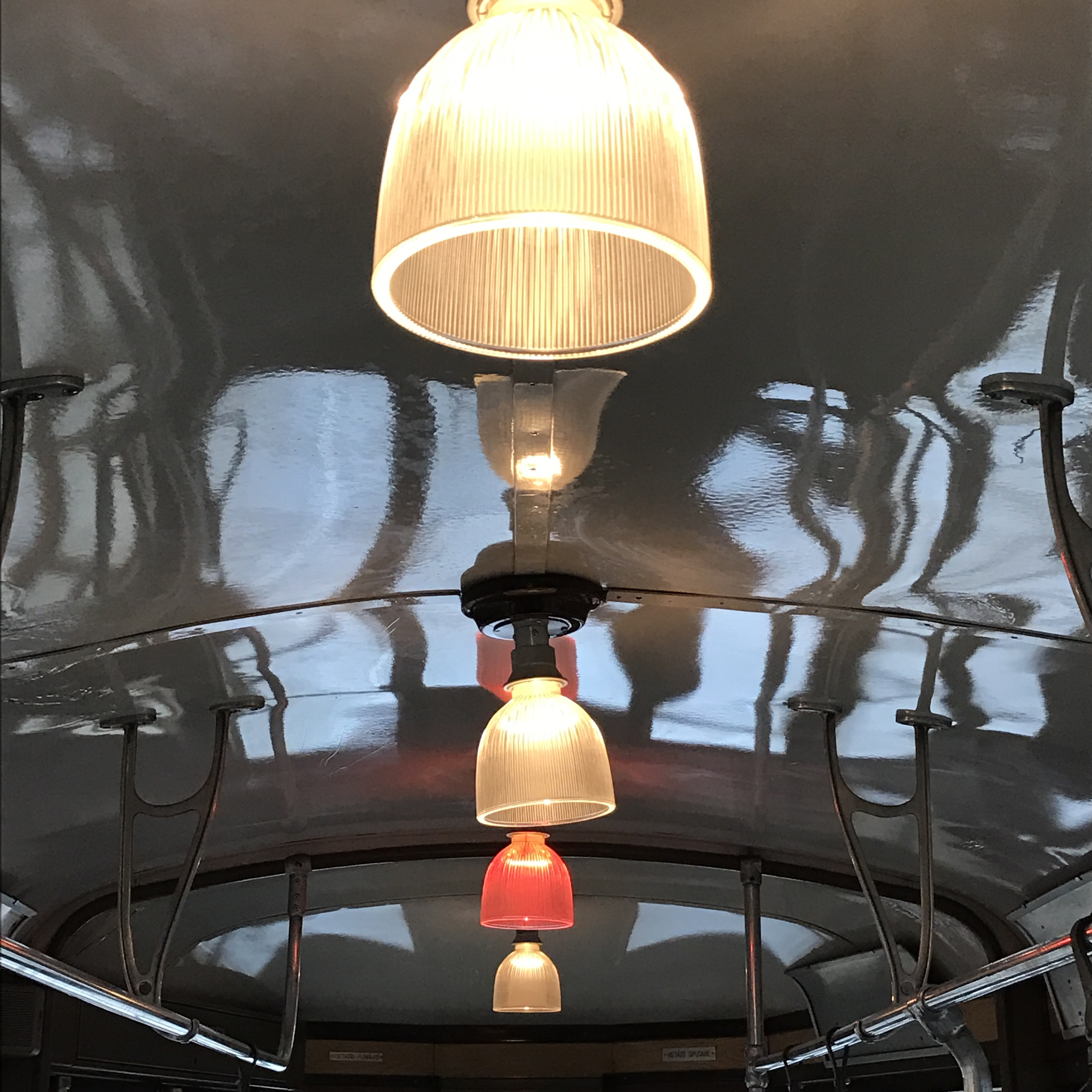
Innenbeleuchtung
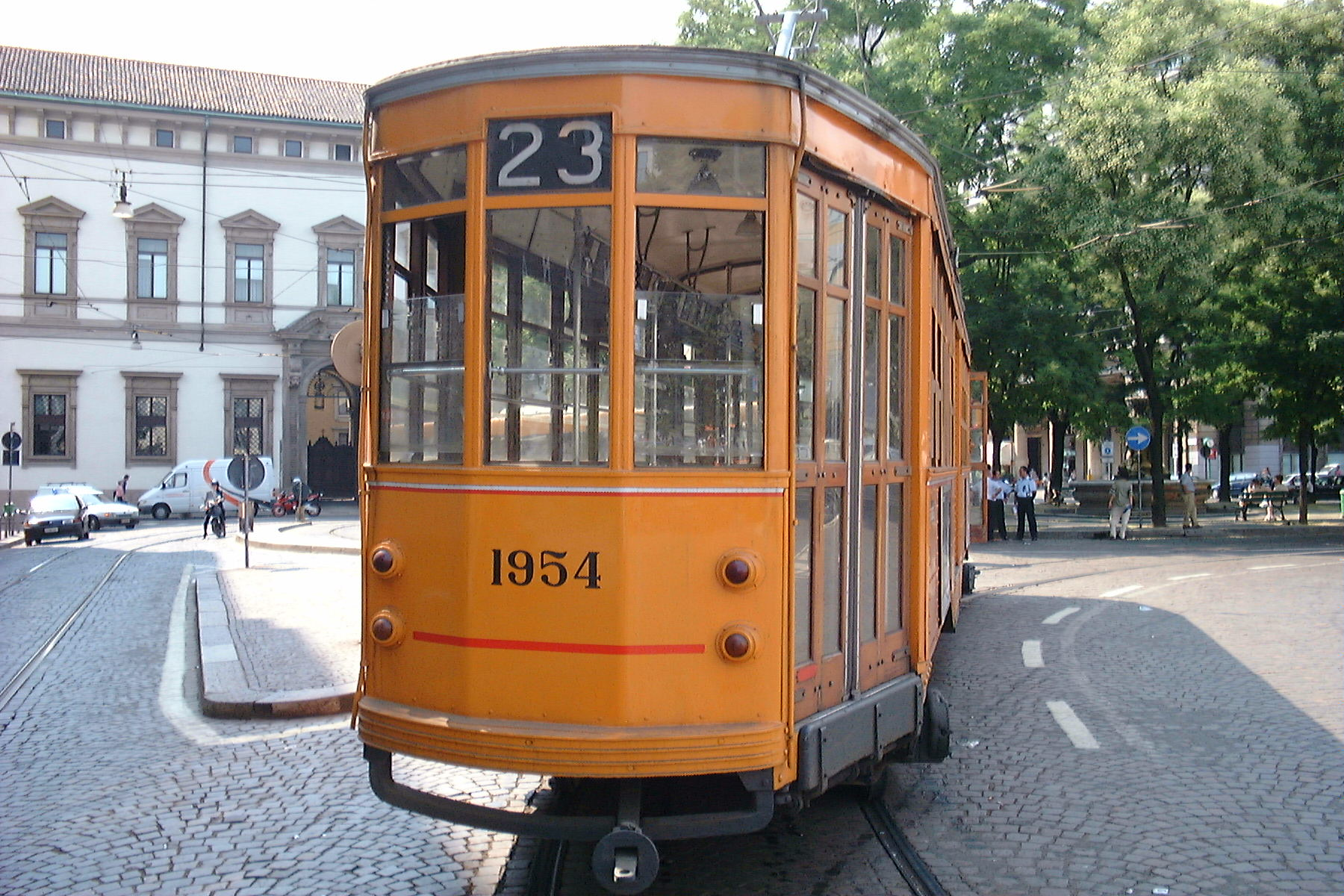
Heckansicht
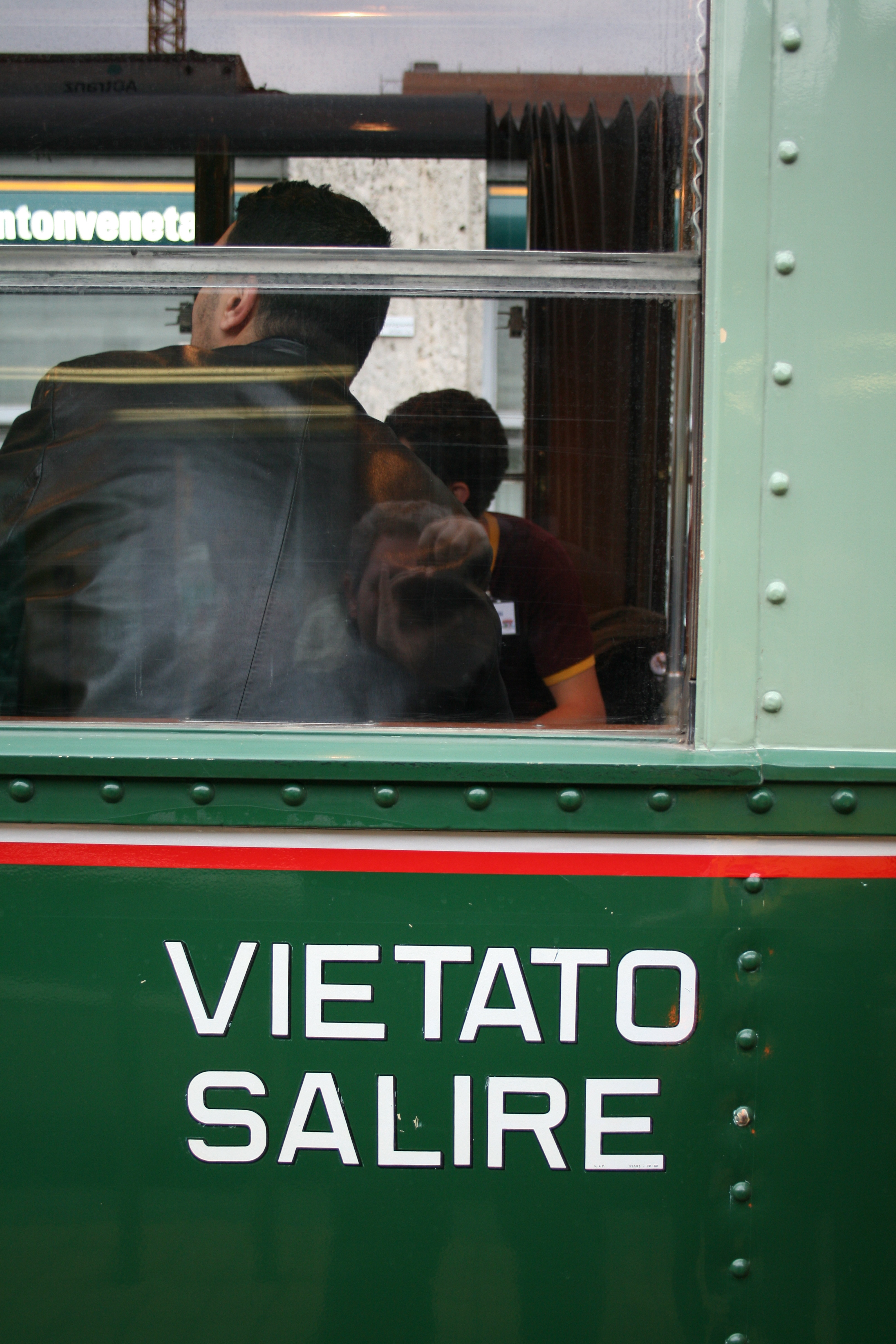
Hinweis auf den früheren Fahrgastfluss am Museumswagen 1723

## Literatur

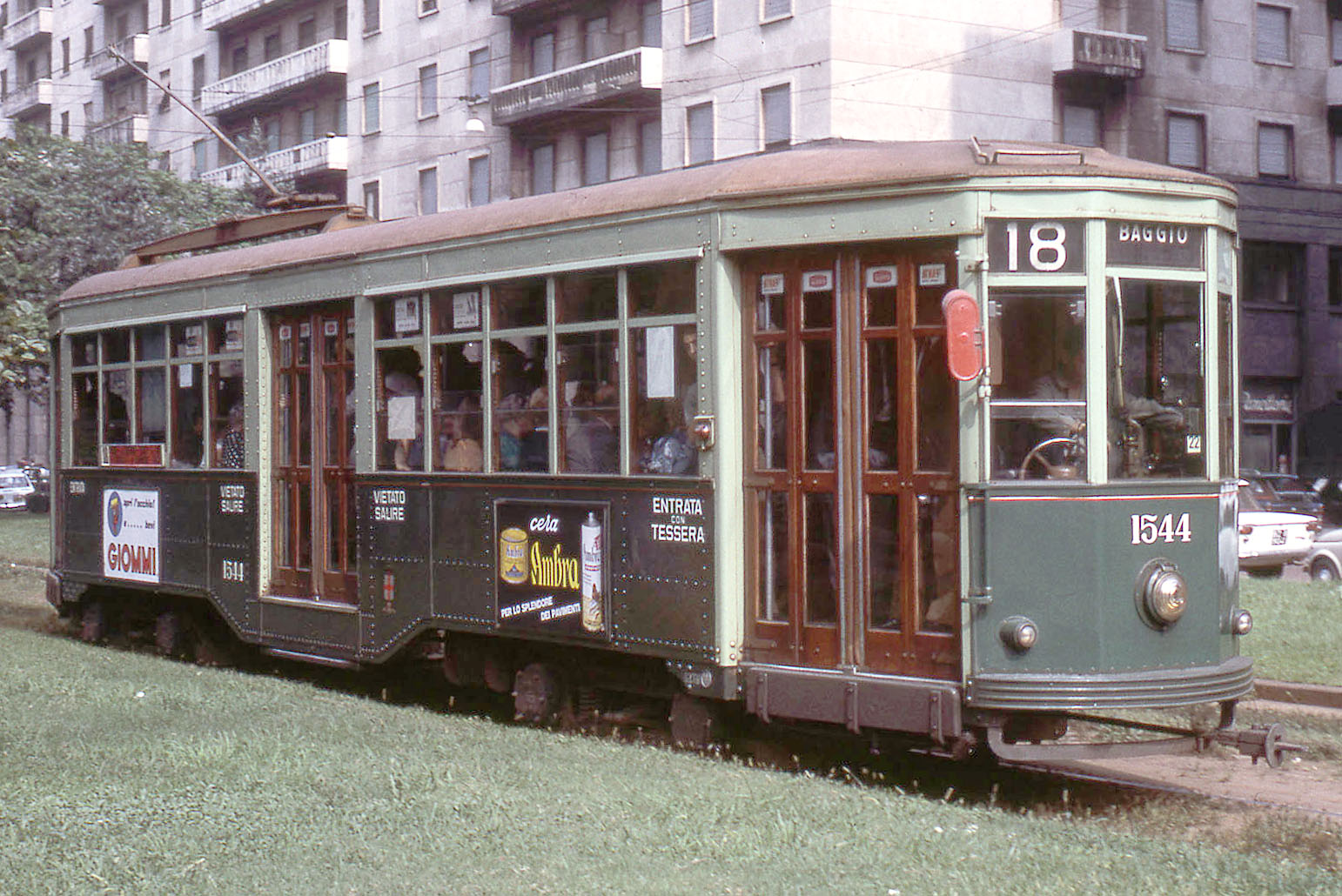
Wagen 1544 im Jahr 1967, damals noch mit grüner Lackierung und Rollenstromabnehmer statt Einholmstromabnehmer